# Pinto Dam
Der Pinto Dam ist ein Staudamm im Grant County im US-Bundesstaat Washington.
Der Damm entstand im Rahmen eines Projekts des United States Bureau of Reclamation; er wurde zwischen 1946 und 1948 als ein Element des riesigen Columbia Basin Project fertiggestellt und dient der Speicherung von Wasser für die Bewässerung, dem Hochwasserschutz und der Energieerzeugung. Der Pinto Dam ist ein Erddamm, 40 m hoch und an der Krone 579 m lang. Er speichert das Wasser abseits eines Flusses.
Das sechs Meilen (9,6 km) lange, sichelförmige Reservoir, der Billy Clapp Lake, wurde ursprünglich Long Lake Reservoir genannt, aber nach einem der Sponsoren des Projekts umbenannt, einem Anwalt aus Ephrata. Am See kann das ganze Jahr über geangelt werden. Es werden Amerikanische Flussbarsche, Crappies, Regenbogenforellen und Glasaugenbarsche gefangen. Das Stratford Wildlife Recreation Area grenzt an das Ostufer des Billy Clapp Lake und bietet ziehenden Wasservögeln Schutz. Ein weiterer recht großer See, der Brook Lake, findet sich unterhalb des Damms.

## Columbia Basin Project
Pinto Dam und Billy Clapp Lake sind innerhalb des Columbia Bsin Project Teil des Main Canal (1951). Der Kanal ist 13,4 km lang und führt vom Banks Lake zum Billy Clapp Lake. Vom Abfluss des Billy Clap Lake verläuft der Unterlauf des Main Canal westwärts und verzweigt sich nahe Adco an der Washington State Route 28 in den East Low und den West Canal. Die Gesamtlänge der Kanäle beträgt 34 km einschließlich 8,58 Kilometern innerhalb des Long Lake. Durch den Bau des Long Lake Dam, dem später umbenannten Pinto Dam, nutzte das Bureau of Reclamation die Flussterrasse zur Kostenersparnis.

### Billy Clapp Lake
Der durch den Pinto Dam geschaffene Billy Clapp Lake liegt in ganzer Länge innerhalb der Long Lake Coulee. Die Flussterrasse (engl. coulee) ist das Ergebnis der Missoula-Fluten. Der Stausee ist 9,6 km lang und etwa 800 m breit bei einer maximalen Tiefe von 91 Metern. Vor der Schaffung des Stausees enthielt das Becken, das er heute ausfüllt, fünf kleinere Seen (Long Lake, Coffee Pot Lake, Pot Lake, Cold Spring Lake und July Lake).

### Pinto Dam
Der Pinto Dam ist eine in Zonen gegliederte Staumauer, die mit Erde und Felsen aufgefüllt wurde; er ist an der Krone etwa 580 m lang und insgesamt 40 m hoch. Ein nicht regulierter Überlaufkanal führt an der linken Seite des Damms durch einen in den Felsen getriebenen Kanal. Das Billy Clapp Headworks (dt. Kopfleitwerk) besitzt radiale Tore zur Kontrolle des Abflusses in den Unterlauf des Main Canal.